# Бузо, Серджо
Серджо Бузо (итал. Sergio Buso; 3 апреля 1950, Падуя, Италия — 24 декабря 2011, Милан, Италия) — итальянский футболист и тренер.

## Карьера
Воспитанник клуба «Падова», за который дебютировал в Серии А. Выступал на позиции вратаря. Во время карьеры получил прозвище «Бастер Китон» за внешнее сходство с этим американским актером немого кино. Наибольших успехов добился вместе с «Болоньей», с которой побеждал в Кубке Италии.
После завершения карьеры Бузо перешел на тренерскую работу. Некоторое время работал с вратарями в юношеских и молодежных командах. Позднее ассистировал Франко Коломбо в «Наполи» и «Реджине», временно исполнял обязанности главного тренера. Самостоятельно возглавлял два клуба из Серии А — «Болонью» (1999) и «Фиорентину» (2004—2005). Вместе с первой командой участвовал в Кубке УЕФА. За обширные знания президент «Болоньи» Джузеппе Газзони называл тренера «футбольной энциклопедией».
С 2006 по 2008 год Серджо Бузо входил в штаб сборной Италии, где он помогал Роберто Донадони. Позднее тренерский дуэт работал в «Наполи».

## Смерть
Летом 2011 года у Серджо Бузо была диагностирована лейкемия. 24 декабря того же года он скончался в Милане. Похороны состоялись в городе Таранто, где Бузо выступал за местную команду, а затем — тренировал ее. Попрощаться с тренером пришли его многие известные коллеги по цеху, в числе которых были Роберто Донадони и Ренцо Уливьери.

## Достижения
- Обладатель Кубка Италии (1): 1973/74.